# Sebastian Kluckert (Rechtswissenschaftler)
Sebastian Kluckert (* 26. Juni 1974 in Berlin) ist ein deutscher Rechtswissenschaftler und Professor für Öffentliches Recht sowie ehemaliger Politiker (FDP). Er war von 2006 bis 2011 Mitglied des Abgeordnetenhauses von Berlin.

## Leben
Nach einem Auslandsschuljahr an der Warren Central High School (Vicksburg, Mississippi/USA), wo er das High School Diploma erwarb, und dem Abitur am Berliner Canisius-Kolleg Gymnasium absolvierte Sebastian Kluckert ein Studium der Betriebswirtschaftslehre an der Berufsakademie Berlin, das er als Diplom-Betriebswirt abschloss. Studienbegleitend durchlief Kluckert eine betriebliche Ausbildung im Konzern der Dresdner Bank. Anschließend studierte er Rechtswissenschaft an der Freien Universität Berlin. 2002 legte er sein erstes juristisches Staatsexamen ab, 2010 das zweite.
Von 2002 bis 2008 war Kluckert an der Freien Universität Berlin Wissenschaftlicher Mitarbeiter am Lehrstuhl für Staats- und Verwaltungsrecht, Öffentliches Wirtschaftsrecht und Sozialrecht bei Professor Helge Sodan. 2008 wurde er mit der Arbeit Gesetzliche Krankenkassen als Normadressaten des Europäischen Wettbewerbsrechts zum Dr. jur. promoviert. Von 2012 bis 2016 arbeitete er als Wissenschaftlicher Assistent am vorgenannten Lehrstuhl. Mit der Schrift Zuwendung und Gesetz habilitierte sich Kluckert im Dezember 2016 am Fachbereich Rechtswissenschaft der Freien Universität Berlin und erhielt die Lehrbefugnis für die Fächer Staats- und Verwaltungsrecht, Europarecht, Öffentliches Wirtschaftsrecht und Sozialrecht. Anschließend vertrat Kluckert im Sommersemester 2017 und im Wintersemester 2017/2018 den Lehrstuhl des ehemaligen Richters des Bundesverfassungsgerichts Udo Di Fabio an der Rheinischen Friedrich-Wilhelms-Universität Bonn. Zu Beginn des Sommersemesters 2018 wurde er an der Bergischen Universität Wuppertal zum Universitätsprofessor ernannt. Dort hat er eine Professur für Öffentliches Recht inne.
Bis zur Ernennung zum Universitätsprofessor war Kluckert zudem als Rechtsanwalt tätig, ab 2013 in einer auf das Gesundheitswesen spezialisierten Kanzlei.

## Forschungsschwerpunkte
Kluckerts Forschungsschwerpunkte liegen im Staats- und Verwaltungsrecht, Verwaltungsprozessrecht, im Recht der Gesundheitswirtschaft und der Gesetzlichen Krankenversicherung, im Deutschen und Europäischen Wettbewerbs- und Kartellrecht sowie im Subventionsrecht.

## Politik
Kluckert ist seit 1997 Mitglied der FDP. Seit 2000 ist er Vorsitzender der FDP Britz/Buckow/Rudow, seit Februar 2006 außerdem Vorsitzender des Bezirksverbands Neukölln. Von 2001 bis 2006 war er Mitglied der Bezirksverordnetenversammlung Neukölln und Fraktionsvorsitzender der FDP, anschließend von 2006 bis 2011 Mitglied des Abgeordnetenhauses von Berlin. Sebastian Kluckert wurde über die Bezirksliste Neukölln mit 9,6 % der Zweitstimmen gewählt (2001: 10,1 %). In der FDP-Fraktion war er Sprecher für Verfassungs- und Rechtsangelegenheiten. Bei der Wahl zum Abgeordnetenhaus von Berlin 2011 verpasste die FDP den Wiedereinzug ins Parlament und das Mandat von Sebastian Kluckert endete. Von 2010 bis 2012 war er stellvertretender Landesvorsitzender der Berliner Liberalen.

## Privates
Kluckert ist mit der FDP-Bundestagsabgeordneten Daniela Kluckert verheiratet. Zusammen haben sie eine Tochter, die im Februar 2021 zur Welt kam, und einen Sohn, der am 28. Februar 2023 geboren wurde.